# بني باروت (مبين)

تعديل مصدري - تعديل

بني باروت هي إحدى قرى عزلة الادبعة بمديرية مبين التابعة لمحافظة حجة، بلغ تعداد سكانها 498 نسمة حسب تعداد اليمن لعام 2004.